# Biały Dwór (województwo zachodniopomorskie)
Biały Dwór – osada w Polsce położona w województwie zachodniopomorskim, w powiecie szczecineckim, w gminie Biały Bór przy drodze krajowej nr .
W latach 1975–1998 wieś należała do woj. koszalińskiego. Do 1971 roku w granicach miasta Biały Bór.
Inne miejscowości o nazwie Biały Dwór: Biały Dwór